# Parc d'État de Goose Island
Le parc d'État de Goose Island (en anglais : Goose Island State Park) est une aire protégée américaine située dans le comté d'Aransas, au Texas. Il a été créé en 1931.